# Transistor hiệu ứng trường hóa học

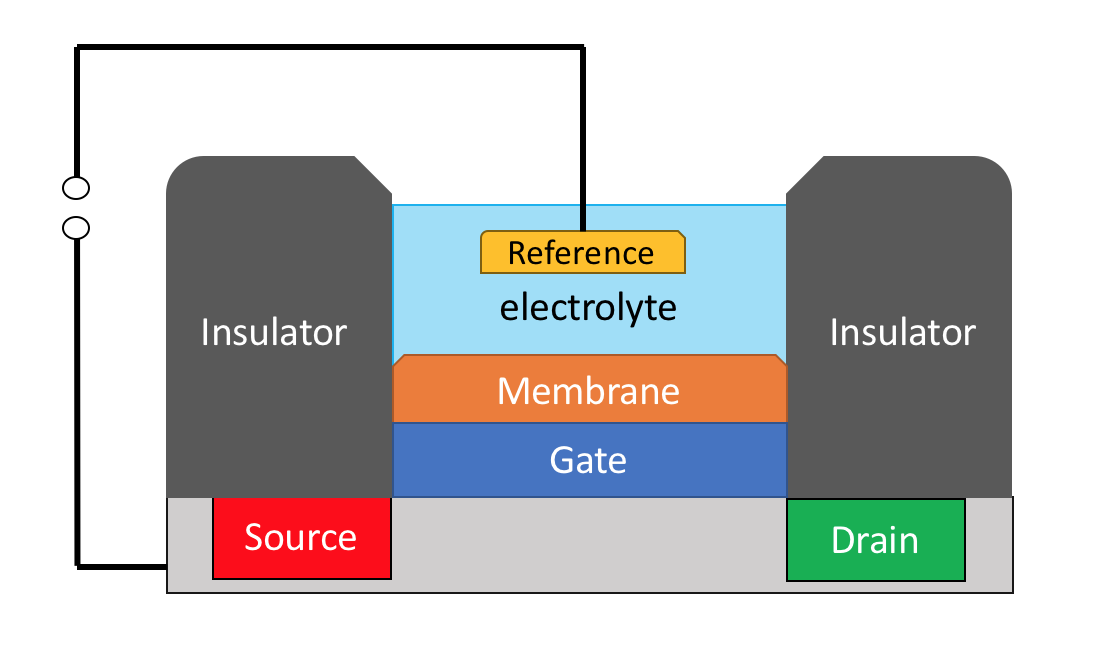
Cấu tạp cảm biến ChemFET. Điện thế cổng kiểm soát dòng điện giữa nguồn và điện cực cống.

Transistor hiệu ứng trường hóa học, viết tắt theo tiếng Anh là ChemFET, là MOSFET nhạy cảm hóa học, được chế tạo để tại vùng tác động của cực cổng (gate) cảm nhận nồng độ hoá chất trong dung dịch. Khi đó ChemFET hoạt động như một cảm biến. Khi nồng độ chất cần phân tích thay đổi, dòng điện qua transistor sẽ thay đổi tương ứng.
Cấu trúc cảm biến này gồm có transistor hiệu ứng trường nhạy cảm ion (ISFET) và có màng bán thấm trên bề mặt vùng cực gate của FET. Một gradient nồng độ giữa dung dịch và điện cực cổng phát sinh do có chứa các gốc thụ thể liên kết ưu tiên chất đích phân tích. Gradient nồng độ này của các ion chất phân tích tích điện tạo ra một điện thế hóa học giữa nguồn và cổng, lần lượt được đo bằng FET, và so sánh với điện cực tham chiếu (Reference).

## Ứng dụng
Dựa theo nguyên lý chung của ChemFET với nền tảng là Transistor hiệu ứng trường nhạy cảm ion hay ISFET, các biến thể ứng dụng được chế tạo thành các cảm biến cho đối tượng hóa học xác định. Những biến thể này có:
- ISFET được sử dụng để xác định các ion trong chất điện phân.
- Transistor hiệu ứng trường nhạy enzyme hay ENFET, một dạng chuyên biệt để phát hiện các enzyme (Enzyme field-effect transistor).
- Transistor hiệu ứng trường nhạy cảm pH hay pHFET.

ChemFET cũng có thể được phân loại theo phương tiện tiếp xúc:
- Transistor hiệu ứng trường bán dẫn-oxit-điện phân hay EOSFET (Electrolyte-oxide-semiconductor field-effect transistor).
- Transistor hiệu ứng trường nhạy cảm với khí hay GASFET.[5]